# Antoni Olszewski (minister)
Antoni Olszewski (ur. 1879 w Sankt Petersburgu, zm. w grudniu 1942 w Pustkowie) – polski inżynier, minister przemysłu i handlu, dyplomata.

## Życiorys
Urodził się w polskiej rodzinie inteligenckiej. Ukończył Petersburski Instytut Technologiczny. W czasie studiów działał w Zecie, później związany z Ligą Narodową. Przed I wojną światową członek Rady Stowarzyszenia Techników (m.in. w 1913 członek tzw. Delegacji Informacyjnej, sprawdzającej kwalifikacje kandydatów na członków Stowarzyszenia). W 1914 krótko więziony w Cytadeli w Warszawie. Członek Zarządu Głównego Komitetu Ratunkowego (1918).
Minister przemysłu i handlu w rządzie Leopolda Skulskiego (13 grudnia 1919 – 9 czerwca 1920) i kierownik tego ministerstwa w pierwszym rządzie Władysława Grabskiego (od 23 czerwca 1920 do chwili powołania ministra Wiesława Chrzanowskiego 26 czerwca 1920).
W latach 1921–1922 prezes delegacji polskich w Komisji Mieszanej Reewakuacyjnej i Specjalnej Komisji Mieszanej, utworzonych w Moskwie na podstawie art. XII, XIV i następnych traktatu ryskiego, w randze posła nadzwyczajnego i ministra pełnomocnego. Znawca problematyki odszkodowań i międzynarodowych rewindykacji. W latach 1932–1939 kierował warszawską delegaturą Unii Polskiego Przemysłu Górniczo-Hutniczego. Członek Zarządu Centralnego Związku Przemysłu Polskiego „Lewiatan” (1932).
Inicjator utworzenia początku listopada 1939 konspiracyjnej komisji dokumentującej poniesione w wyniku działań wojennych przez państwo polskie strat. Komisja spotykała się w mieszkaniu Olszewskiego przy al. Szucha 8/12. Komisja ta stała się później (na początku 1941) częścią tajnego Departamentu Likwidacji Skutków Wojny (pod kierownictwem Olszewskiego) w ramach Delegatury Rządu na Kraj i raportowała do Londynu wszelkie udokumentowane doniesienia o zniszczeniach i rabunkach okupanta na terenach polskich.
W 1942 wyjechał do Krakowa, by podjąć starania o uwolnienie aresztowanego przez Niemców brata; sam został aresztowany i osadzony w obozie w Pustkowie k. Dębicy, gdzie zmarł. Pochowany na cmentarzu Powązkowskim (kwatera 50-1-15,16).

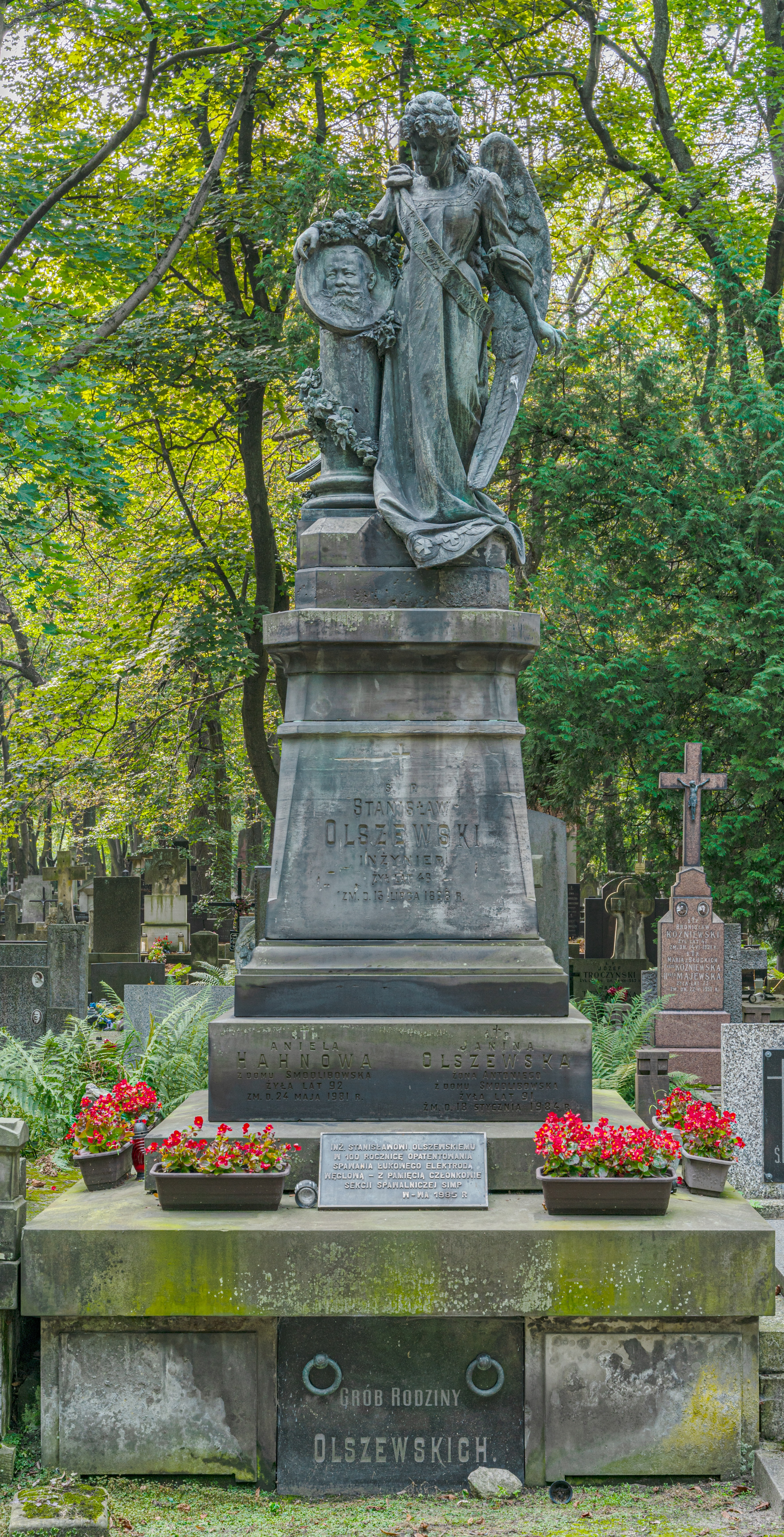
Grób Antoniego Olszewskiego przed renowacją
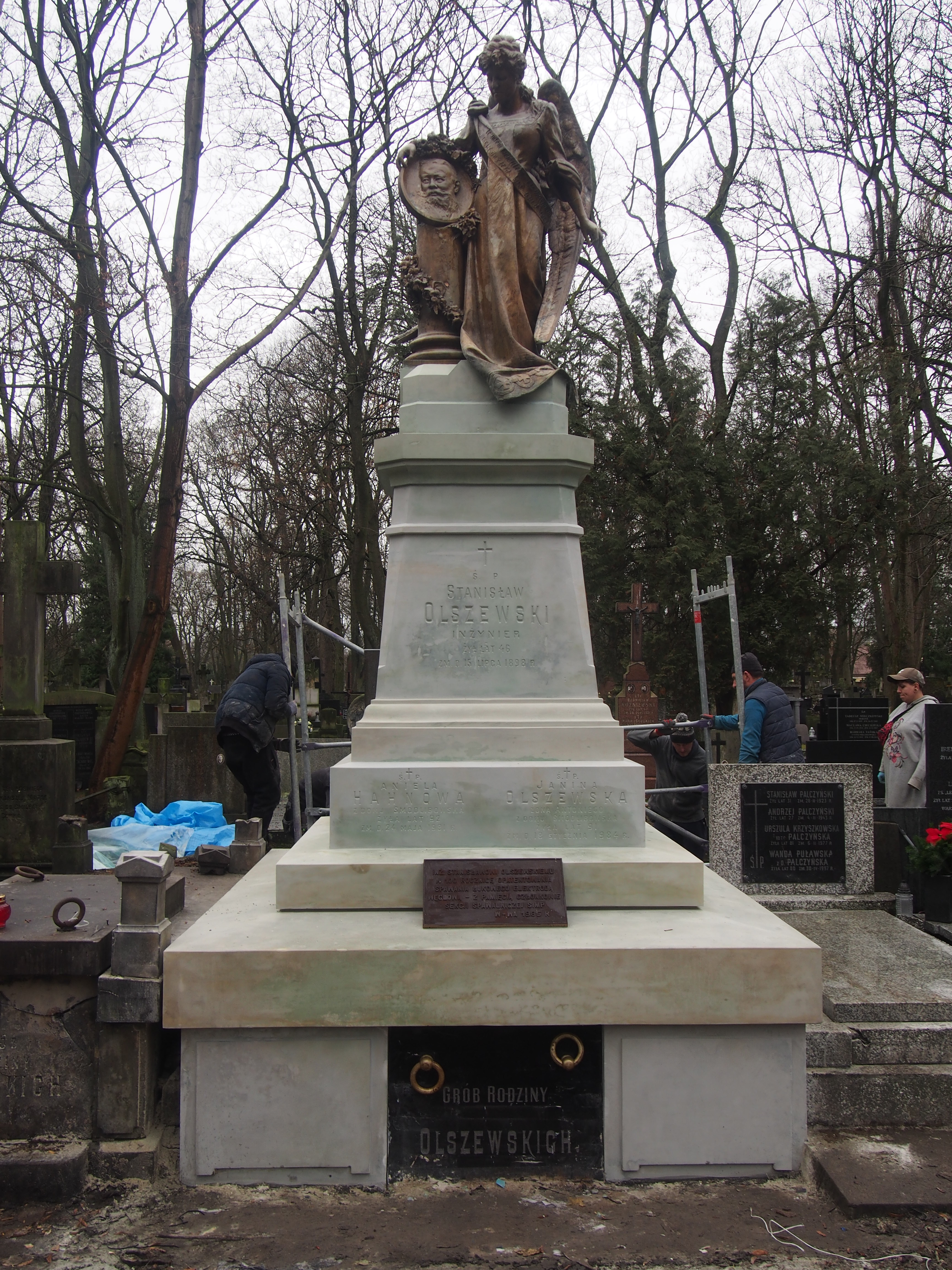
Grób Antoniego Olszewskiego po renowacji[d]

## Ordery i odznaczenia
- Krzyż Komandorski z Gwiazdą Orderu Odrodzenia Polski (7 listopada 1925)[5]